# Григорьян, Филипп Феликсович
Фили́пп Фе́ликсович Григорья́н (род. 25 октября 1976, Москва) — российский режиссёр и художник-постановщик, лауреат  премии «Золотая маска».

## Образование
В 1998 году окончил Высшее театральное училище (ВТУ) им. Щукина (ныне Театральный институт имени Бориса Щукина) по специальности «актерское мастерство».
В 2002 году окончил аспирантуру ВТУ им. Щукина.

## Профессиональная деятельность
В 1998—2002 году актер в Театре имени Вахтангова.
С начала двухтысячных преподавал актерское мастерство в Российском университета театрального искусства (РУТИ)-ГИТИС и ВТУ им. Щукина.

## Режиссёрские работы
- 2005 — спектакль «Me not I» в ГЦСИ в Москве;
- 2006 — спектакль «Новый год» на музыку The:Het, в театре «Актовый зал» (Москва)
- 2007 — спектакль «Чайка, или Гроб Малевича» в «Быстрый театр Justo» (Москва)
- 2008 — спектакль «Третья Смена» в «Театре им. Йозефа Бойса» (Москва)
- 2009 — спектакль «Чукчи» в театре «Сцена¬Молот» (Пермь)
- 2009 — спектакль «Агата возвращается домой» в театре «Практика» (Москва)
- 2010 — спектакль «Дядюшкин сон» в Пермском академическом театре Театр-Театр (Пермь)
- 2010 — спектакль «Поле» в Школе современной пьесы (Москва)
- 2011 — спектакль «Горе от ума» в Пермском академическом Театр-Театр (Пермь)
- 2011 — спектакль «Человеческий голос» в Театре оперы и балета им. Чайковского (Пермь)
- 2011 — мультимедийный перформанс «Полнолуние» в рамках Фестиваля «Территория» (Москва, Сочи)
- 2012 — опера «Medeamaterial» в Театре оперы и балета им. Чайковского (Пермь)
- 2013 — пьеса «Камень» в Театре Наций (Москва)
- 2013 — спектакль «Вавилонская Башня 2» в Русском Театре (Таллин)
- 2014 — спектакль «Шекспир Лабиринт» в Театре Наций (Москва)
- 2014 — спектакль «Сияние» в клубе Chateau de Fantomas
- 2015 — спектакль «Женитьба» в Театре Наций (Москва)
- 2016 — спектакль «Заводной Апельсин» в Театре Наций (Москва)
- 2016 — спектакль «Тартюф» в Электротеатре Станиславский (Москва)
- 2017 — спектакль «Иллюзия» в театре Красный Факел (Новосибирск)
- 2018 — спектакль «Маяковский. Трагедия» в театре Гоголь-центр (Москва)
- 2018 — спектакль «Сияние» в Электротеатре Станиславский (Москва)
- 2019 — спектакль «Пушечное мясо» в Электротеатре Станиславский (Мастерская Брусникина) (Москва)
- 2019 — опера-буфф «Перикола» в Большом театре (Москва)
- 2020 — спектакль «Лунная Масленица» в театре на Малой Бронной (Москва)
- 2021 — опера «Любовь к Трём Апельсинам» в Театре оперы и балета им. Чайковского (Пермь)
- 2022 — спектакль «Маскарад» в Театр-Театр (Пермь)
- 2022 — опера «Замок герцога Синяя Борода» в оперном театре Вупперталя (Вупперталь)
- 2024 — опера «Ксеркс» в городском театре Гиссена
- 2025 - мюзикл "Wintergreen for President (Of Thee I Sing)" в городском театре Гиссена

## Актёрские работы
- 2019 — спектакль «Машина Мюллер» в театре Гоголь-центр (Москва)

## Награды
- Лауреат Всероссийского конкурса чтецов имени Смоленского[4];
- В 2010 году стал лауреатом премии «Текстура»;
- В 2011 году стал лауреатом премии «Волшебная Кулиса» за спектакль «Чукчи»;
- В 2013 году стал лауреатом национальной театральной премии «Золотая Маска» в номинации «Эксперимент» за перформанс «Полнолуние».
- В 2017 году стал лауреатом премии "Парадиз", как художник спектакля "Иллюзия" в театре "Красный Факел"
- В 2018 году стал лауреатом премии фестиваля "Ново-Сибирский транзит", как художник спектакля "Иллюзия"